# Kalenborn (Altenahr)
Pour les articles homonymes, voir Kalenborn.
Kalenborn est une municipalité allemande située dans le land de Rhénanie-Palatinat et l'arrondissement d'Ahrweiler.